# Ningaui
Ningaui är ett släkte i familjen rovpungdjur med musliknande medlemmar. Arterna lever i Australiens torra regioner och beskrevs först under 1970-talet på vetenskaplig sätt.

## Beskrivning
Med en kroppslängd mellan 46 och 57 millimeter (utan svans) samt en vikt mellan 2 och 14 gram är medlemmarna de minsta pungdjuren över huvud taget. Arterna liknar möss i utseende. Pälsen är på ovansidan brun eller svart och vid buken gulaktig. Ansiktet är ibland lite rosa. Svansen är med 60 till 70 millimeter längre än övriga kroppen och glest täckt med hår.
Det är inte mycket känt om arternas levnadssätt. Habitatet utgörs av torr gräsmark, savanner och halvöknar. De är aktiva på natten och vilar på dagen i underjordiska bon, i trädens håligheter eller gömd i vegetationen. För att spara energi faller individerna ibland i dvala (torpor) när vädret är för kallt eller vid matbrist. De äter insekter och andra ryggradslösa djur samt ibland små ödlor. I fångenskap tog de även frukter som föda. Vätskebehovet täcks med födan och med dagg. Boet övertas från en ödla eller en större spindel. Arterna kan klättra i buskar och de använder svansen som gripverktyg.
Honor har 6 till 7 spenar och en enkel pung. Efter dräktigheten som varar i 13 till 21 dagar föds upp till sju ungar. De lever sina första 6 veckor i pungen och dias ytterligare 6 veckor. Individer i fångenskap blev upp till 2,5 år gamla, i naturen dör de vanligen efter 12 eller 14 månader och bara ett fåtal kan para sig två gånger.

## Systematik och status
Släktet bildas av tre arter:
- Ningaui timealeyi, är den minsta arten. Den lever i regionen Pilbara i norra Western Australia.
- Ningaui yvonneae, förekommer i södra Australien (från södra Western Australia till New South Wales och Queensland).
- Ningaui ridei, finns i centrala Australiens.

IUCN bedömer alla tre som livskraftiga (LC).